# Dr. Kildare: Vor Gericht
Dr. Kildare: Vor Gericht (Originaltitel: The People vs. Dr. Kildare) ist ein US-amerikanisches Filmdrama in schwarz-weiß aus dem Jahr 1941. Regie führte Harold S. Bucquet. Das Drehbuch stammt von Harry Ruskin und Willis Goldbeck. Die Hauptrollen spielten Lew Ayres, Lionel Barrymore und Laraine Day. Dr. Kildare: Vor Gericht ist der siebte Film der Dr. Kildare-Serie von Metro-Goldwyn-Mayer.

## Handlung
Die Eiskunstläuferin Frances Marlowe und ihr Manager Dan Morton werden in ihrem Wagen auf dem Weg nach New York von einem LKW gerammt und von der Straße geschleudert. Zufällig treffen kurz danach der junge Arzt Dr. James Kildare und seine Verlobte, die Krankenschwester Mary Lamont, in einem Auto, das die Stationsschwester Molly Byrd ihnen geliehen hat, am Unfallort ein und versorgen die Verletzten. Bob Hackley, der LKW-Fahrer, und Dan Morton sind leicht verletzt, Frances Marlowe dagegen hat eine Milzruptur erlitten und sich ein Bein gebrochen. Besorgt um ihr Leben beschließt Dr. Kildare eine sofortige Notoperation. Während die Leichtverletzten und erste Passanten sich in Molly Byrds Wagen mit Whiskey beruhigen, gelingt es Dr. Kildare, Frances Marlowe so weit zu stabilisieren, dass sie ins Blair General Hospital gebracht werden kann. Frances Marlowe wird dort nochmals operiert, auch an ihrem gebrochenen Bein. Nach acht Wochen wird der Gips entfernt, und es stellt sich heraus, dass ihr Bein gelähmt ist. Dr. Kildare und sein Mentor Dr. Leonard Gillespie, der im Rollstuhl sitzt, haben keine Erklärung dafür und wollen das näher untersuchen, doch Frances Marlowe will einfach nur das Krankenhaus verlassen und sich ein anderes suchen.
Bald darauf werden Dr. Kildare und das Krankenhaus wegen unzureichender Betreuung von Frances Marlowe auf 100.000 US-Dollar verklagt. Mr. Channing, der Anwalt des Krankenhauses, schlägt vor, einen Vergleich zu suchen, doch Dr. Kildare lehnt dies ab. Er ist sich sicher, keinen Fehler gemacht zu haben. Damit kommt es zum Prozess. Mr. Reynolds, der gegnerische Anwalt, scheint dabei sehr erfolgreich vorzugehen, er versucht auch, anhand der in Molly Byrds Auto gefundenen halbleeren Schnapsflasche nachzuweisen, dass Dr. Kildare bei der Notoperation unter Alkoholeinfluss stand. Daraufhin versucht dieser, herauszubekommen, wie die Flasche ins Auto gekommen ist. Dazu sucht er auch Bob Hackley auf, der die Flasche im Auto versteckt hat, als die Polizei kam. Er wollte nicht wegen Alkohols am Steuer belangt werden und habe erst nach dem Unfall etwas getrunken. Zudem sagt er, dass Frances Marlowe die Schuld an dem Unfall habe. Sie sah ihn kommen, und wenn sie gebremst oder beschleunigt hätte, wäre nichts passiert, doch sie saß da wie gelähmt. Dies bringt Dr. Kildare auf die Idee, weiter nachzuforschen. Bald diagnostiziert er bei Frances Marlowe Spina bifida occulta, das erst durch das Training für ihre neuesten Eiskunstlauffiguren, bei dem sie mehrfach gestürzt ist, akut wurde. Dies bespricht er mit Dr. Gillespie.
Am nächsten Verhandlungstag bieten Dr. Kildare und Dr. Gillespie Frances Marlowe an, eine weitere Operation durchzuführen, die sie wieder heilen solle. Mr. Reynolds fragt Dr. Gillespie daraufhin, ob er die Heilung garantieren könne, was dieser verneint. Mr. Reynolds gestattet ihm nicht, dies weiter auszuführen. So lehnt Frances Marlowe das Angebot ab. Daraufhin lässt sich Dr. Gillespie von Mr. Channing in den Zeugenstand rufen und erklärt dort, dass kein Arzt so etwas garantieren könne. Danach spricht er die Mitglieder der Jury an. Er bittet sie, anzunehmen, dass sie selbst sich die Verletzung bei einem Unfall zugezogen hätten und hypothetisch ein Arzt vor Ort gewesen sei. Hätte dieser dann streng nach Vorschrift einen Krankenwagen rufen und sie ins Krankenhaus bringen lassen, wäre juristisch gesehen alles in Ordnung, nur sie selbst wären tot.
Die Jury hat ein Urteil gefunden, doch der Sprecher fragt nach, ob das Ergebnis gesetzlich korrekt sei. Ihr Vorschlag ist, dass Frances Marlowe sich operieren lässt. Falls danach ihr Bein weiterhin gelähmt sein sollte, soll sie die Entschädigung bekommen. Der Richter lehnt das als ungesetzlich ab, meint aber, die Idee zu verstehen. Nach etwas Überlegung und einer Nachfrage an Dr. Gillespie erklärt sich Frances Marlowe mit der Operation einverstanden. Das Verfahren wird für zwei Monate ausgesetzt. Kurz vor Ende dieser Zeit treffen sich die beteiligten Personen und sehen, dass die mittlerweile operierte Frances Marlowe wieder Eislaufen kann.

## Hintergrund
Die Vorlage von Max Brand wurde im Mai 1941 unter dem Titel The People vs. Dr. Kildare im Cosmopolitan veröffentlicht. Die spätere Buchveröffentlichung hatte den Titel Dr. Kildare’s Trial. Für seine Mitarbeit an der Geschichte wurde Lawrence Bachmann im Film erwähnt.

### Besetzung und Technischer Stab
In Dr. Kildare: Vor Gericht hat der junge Red Skelton seinen ersten Auftritt in der Serie.
Für das Szenenbild in Dr. Kildare: Vor Gericht waren Cedric Gibbons sowie Edwin B. Willis verantwortlich. Die Kostüme kamen von Robert Kalloch.

### Dreharbeiten
Die Produktion von Dr. Kildare: Vor Gericht lief vom 6. März bis zum 4. April 1941. Gedreht wurde in den Studios von MGM.

### Synchronisation
Die Synchronisation von Dr. Kildare: Vor Gericht wurde 1991 von der Interopa Film GmbH in Berlin durchgeführt. Die Dialogregie lag bei Hagen Mueller-Stahl, das Dialogbuch bei Katrin Blass.
| Rolle                 | Schauspieler     | Synchronsprecher      |
| --------------------- | ---------------- | --------------------- |
| Dr. James Kildare     | Lew Ayres        | Udo Schenk            |
| Dr. Leonard Gillespie | Lionel Barrymore | Hans W. Hamacher      |
| Mary Lamont           | Laraine Day      | Ulrike Möckel         |
| Frances Marlowe       | Bonita Granville | Marina Krogull        |
| Molly Byrd            | Alma Kruger      | Christine Gerlach     |
| Vernon Briggs         | Red Skelton      | Lutz Mackensy         |
| Mr. Reynolds          | Paul Stanton     | Reinhard Kuhnert      |
| Dr. Walter Carew      | Walter Kingsford | Jürgen Thormann       |
| Mr. Channing          | Tom Conway       | Klaus-Dieter Klebsch  |
| Dan Morton            | Chick Chandler   | Helmut Gauß           |
| Mike Ryan             | Frank Orth       | Friedrich G. Beckhaus |

### Erstaufführung
Dr. Kildare: Vor Gericht wurde am 2. Mai 1941 uraufgeführt und von Metro-Goldwyn-Mayer vertrieben. Die deutsche Erstaufführung war am 26. August 1991 im Fernsehprogramm der ARD.

## Rezeption

### Kritiken

#### Zeitgenössische Kritiken
Schon die zeitgenössischen Kritiker urteilten sehr unterschiedlich. In der Variety wird fast ausschließlich ein allgemeingültiges Format für einen Dr. Kildare-Film beschrieben. Harrison’s Reports fand, dass Dr. Kildare: Vor Gericht die Qualität der vorherigen Filme der Serie halte. Er sei durchgehend spannend und sehr berührend. Motion Picture Reviews kritisiert vor allem, dass Dr. Kildare erneut zumindest fragwürdig handle und die medizinische Ethik ignoriere. In der New York Times ruft T.K. Dr. Kildare zurück in den Operationsraum. Seine Stärke liege ganz eindeutig nicht im Gericht.
Der Humor im Film durch Red Skelton und Eddie Acuff finde in Comedyszenen statt, die wenig mit der Geschichte zu tun haben und aus flapsigen und dummen Dialogen bestehen. Die Besetzung wird allgemein gelobt; Lionel Barrymore sei beeindruckender denn je, Lew Ayres so gut wie in den vorherigen Folgen und Laraine Day habe kaum etwas zu tun. Bonita Granville sei exzellent.

#### Moderne Kritiken
Auch hier gibt es wenig zum Film zu sagen; Cinema formuliert das mit dem Fazit „Nr. 7 der 9 Kinofilme: Machart wie gehabt.“ Paul Mavis beurteilt den Film dagegen besser als die Vorgängerfilme; er findet die juristisch-ethische Seite der Geschichte beeindruckend. Insbesondere interessiert ihn, dass Dr. Kildare keine Probleme bekommen hätte, wenn er Frances Marlowe nicht geholfen und sie sterben lassen hätte, oder wenn er später das Krankenhaus den Fall außergerichtlich hätte regeln lassen. Zusammen mit den Ereignissen vor Gericht ergibt das etwas, das er lange nicht gesehen habe. Er finde es aber übertrieben, dass Frances Marlowe am Ende gleich wieder eisläuft. Insgesamt eine solide und unterhaltsame Folge.
Wiederum sind die Bemühungen, den Film witzig zu machen, ein Thema. Paul Madison vermisst Nat Pendleton, hat aber Spaß daran, Red Skelton zuzusehen. Hal Erickson findet den Humor dagegen fragwürdig und meint, Red Skelton habe sich in solchen Rollen nie wohlgefühlt. Leonard Maltin, der dem Film 2 von 4 Punkten gab, findet Red Skelton in diesem Film eher nervig als amüsant.